# 福州惨案
福州惨案，又名台江事件、闽案，是於1919年11月16日期間發生在中華民國東南部的福建省福州台江一带，先是由当地市民和學生组织了一次遊行示威，之後與日本驻福州领事馆警察署长江口善海派遣日本军警和台湾浪人组织的商品保护队和敢死隊發生衝突，多人受傷。事後，日本驻福州领事馆还电请日本政府派军警来闽。

## 背景
清日甲午战争後，1898年，大日本帝國向大清國提出福建省不割让宣言，把福建作为日本的势力范围。1915年5月，大日本帝國强迫袁世凯當局签订的“二十一条”中规定：“福建省内筹办铁路矿山，及整理海口（船厂在内），如需外国资本时，先与大日本帝國协议。”由于受日本等帝国主义的侵略，使福建的手工业受到严重破坏，民族工商业奄奄一息。日本等国的商品充斥福建各地市场。甚至在闽开设银行，大量发行钞票，使“闽省经济权渐操纵于日人之手”。日本还派遣侨民和台湾浪人到福州等地，依仗治外法权，胡作非为，如开鸦片馆、赌场、妓院等。20世纪初，在福州挂日本招牌的鸦片馆就有140家。《大陆报》報導：“日人在福州势力之大与行动之不法，已达极点开设鸦片馆及非法之当铺，态行种种，完全漠视中国之主权。”

## 經過

學生遊行地：古田路的南校場（現五一廣場）

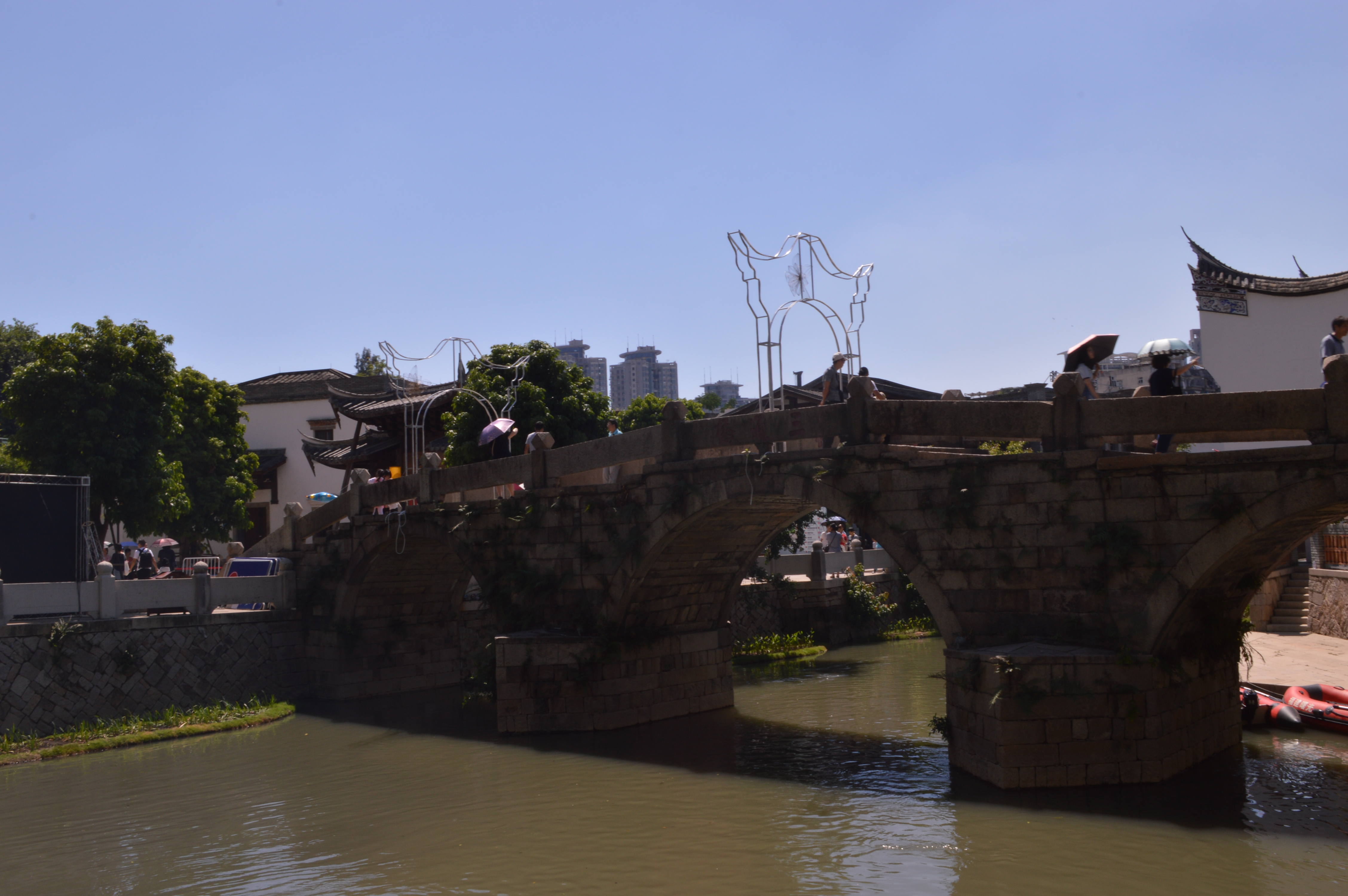
學生遊行地：台江上杭街一處（現台江區上下杭）

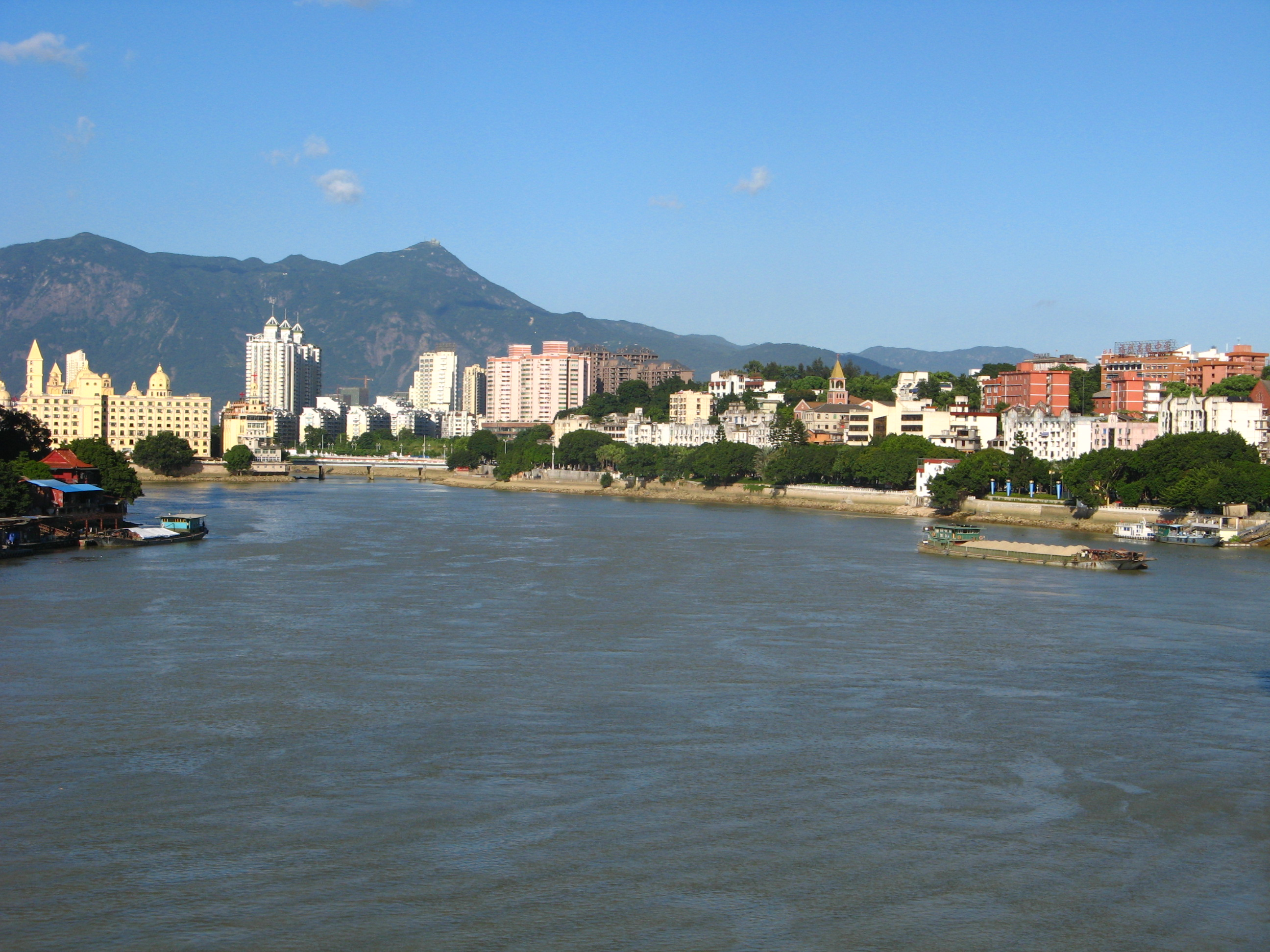
學生遊行地：在闽江上远眺的倉前山（現煙台山）

- 1919年5月7日，福州学生为声援京兆地方（現北京市）的五四运动，在南校场（现五一广场）举行集会，游行示威。之後從南校場出發，向日本和各国驻福州的领事馆——倉前山（現煙台山）進發。[5]

- 1919年5月23日，福州青年会学生上街进行爱国宣传，并散发传单，受到日本指使的敢死隊殴打，重伤七八人，激起全市人民更大的憤怒。[5]

- 1919年5月24日，上午福州学生2千余人在学联会的领导下，冲破大批军警的阻挠，在西湖开化寺举行郭钦光烈士追悼会，下午福州42所学校8000余名学生又在南校场集会，沿途中遭受军警层层阻擾，前往倉前山（現煙台山）日本领事馆前示威。[6]

- 1919年6月14日，学生到上杭街（現台江區上杭路一帶）恒盛布庄调查日货，被黄瞻鸿主使店伙殴打，叶树棠、林佑民、林趋愚等三人受重伤，另有三人失踪。学校工友吕六六重伤身亡，酿成“黄案事件”。事態发生后，黄晦鸿指使其法律顾问陈光向李厚基诬告说有土匪千余人到其店中抢劫。李厚基派军警前来镇压，抓走市民五人。福州各商户在店员的推动和支持下, 为反对奸商黄瞻鸿的倒行逆施，自6月15日起一律罢市。[5]

- 1919年6月15日，上午市学联会组织了几千名学生到地方检察厅控告黄氏兄弟，要求严惩。當夜學生露宿在檢察廳前。[5]

- 1919年6月16日，到省议会请愿，要求释放被捕市民和严惩黄氏兄弟。李厚基命令军警包围请愿队伍，拘捕学生代表谢翔高等四人，又封闭学联会刊物《全闽学生日刊》，并拘禁学生数千人，这就激起群众的更大愤怒。当天，马尾造船厂全体工人、黄氏所经营的“大兴春万“、“懋源” 酒库工人以及福州许多工人、船户、手工业者相继罢工，学生罢课，商人罢市，郊区农民也拒绝进城卖菜。[7]

- 1919年6月16日晚，福州学联会致电全国学联，请求声援。[8]全国学联接电后，立即作出四项决议: [8]

一、电慰福州学生。

二、电北京政府质问。

三、派交涉员到上海商会及各团体接洽。

四、联络驻沪福建同乡，请为嚴重质问并援救。

同时省内外团体也纷纷致电福建省议会及李厚基，愤怒声讨李厚基“自残国脉，为虎作怅，人得共诛”。
- 1919年6月18日，迫於省內外輿論環境下，李厚基於6月18日释放被捕学生和市民。接着逮捕黄氏兄弟。[7]

- 1919年11月12日，由於觸碰到大日本帝國在福州的經濟利益，日本驻闽领事馆说11日下午二时，日商瑞顺洋行向桥北搬运火柴两箱，经中洲島时被十几个学生押往大庙山烧毁。并据此炮制假新闻投寄福州各报馆。福州《健报》“立辨其诬，即毁之。”，而《求是报》失于检点为之登载，旋经调查实无其事，即“刊报更正”。[9]但日领却据此致函福建交涉署，提出处罚学生，赔偿损失，确保今后不再抵制日货等三项无理要求。福建交涉署驳回日本领事馆要求。[10]

- 1919年11月16日下午，在日本领事馆警察署长江口善海的指挥下，六七十名敢死员，手持刀枪棍棒，分三路出发，以中亭街平和洋行、苍霞洲台湾公会、坞尾琉球馆为聚集场所，在那里伺机寻衅。下午五时许，有青年会学生黄玉苍、刘钟植等五六人路过大桥头，预伏在那里的日本敢死队，蜂拥而上，刀刺棍打，并开枪射击，连过路群众和前往劝阻的值班警察也惨遭毒手。另一部分敢死队则由江口善海带领闯入田垲（今中平街）顺记洋菜馆，砸坏器物价值三千余元，打伤群众多人。当天被打重伤者达十余人，轻伤者无法统计，连青年会一美国教员亦被殴伤。这就是“福州惨案”，亦称“台江事件”。[11]

## 后续
日本敢死隊還在台江一带行凶时，警察和福州市民抵達現場後雙方積極配合，当场抓获江口善海、福田原藏、兴津良郎、三木小四郎、外山元三郎、大森正春、片山清夫等凶犯，并缴获刀枪等凶器。但在日本的恫吓下，李厚基安排这些罪犯送交日本领事馆。日本见福建当局软弱无能，之後變本加厲，连续几天在台江一带继续逞凶，碰到学生就打。
事件发生后，日驻闽领事馆照会福建交涉署，称：

　本月十六日南台大桥头因贵国学生违法截夺邦商天田洋行运输中之货物，……致与邦人大起冲突，演成流血之惨剧。

之後，福建交涉署当即复函，稱：

　“台江事件”，显系“贵国人及贵国籍民等预先排布持械行凶，演成流血为所不可掩之事实”，并非“贵总领事谓其原因乃天田洋行运输货物为学生强欲夺取所致”，因为“大桥头一带通衢大道，众目昭彰，岂无局外一人之闻见，此固理之至明者”。

11月16日晚，城区和南台（現台江區）的商人以及店员就开始集體罢市。17日上午，福州城内外所有工厂罢工，福州各校全体罢课。下午，福州工、农、商、学各界举行国大会，到会者数万人大会作出四项决定：

一、电请政府向日政府交涉撤换驻闽领事务。

二、新领事来闽当向中国官厅道歉。

三、死伤损害一切赔偿。

四、此次滋事祸首在场凶手被捕者应由中日司法官会审惩办。

全省各地学生和工农群众闻讯后，也连日集会，一致声讨日寇之暴行，并更加深入地开展抵制日货的斗争。
为了向北洋政府施加压力和对福州市民进行恫吓，日驻闽领事还向大日本帝國政府政府告急，请派军舰来闽。21日，日軍舰桔丸號、櫻丸號、嵯峨號三艘开至马尾（現馬尾區），23日又进抵闽江大桥下，并派水兵登岸游行。26日上午，日本海军陆战队在南台進行游行示威，午后又进入福州市區進行示威活動，一直开到西湖。

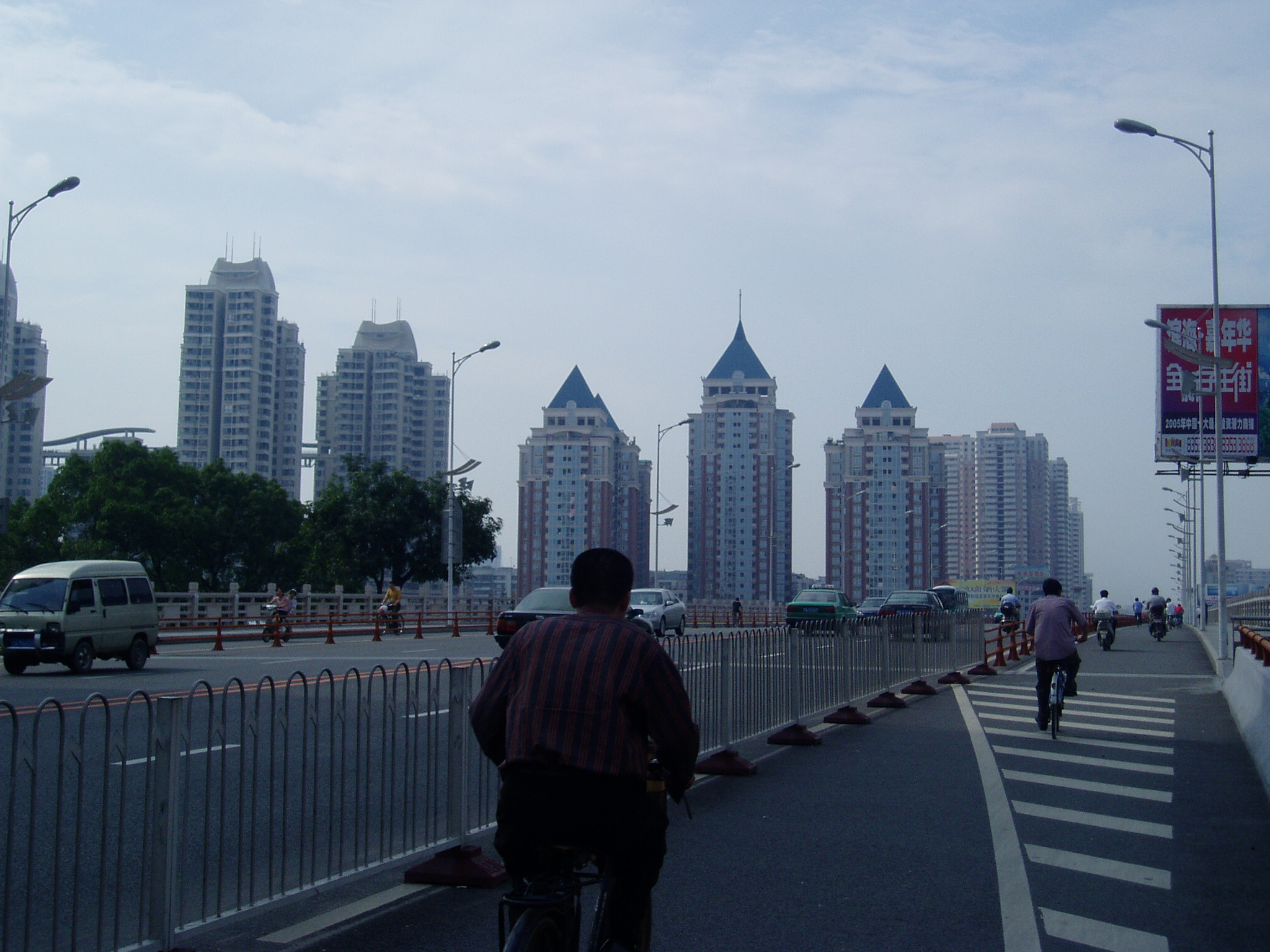
位於現六一中路的閩江大橋

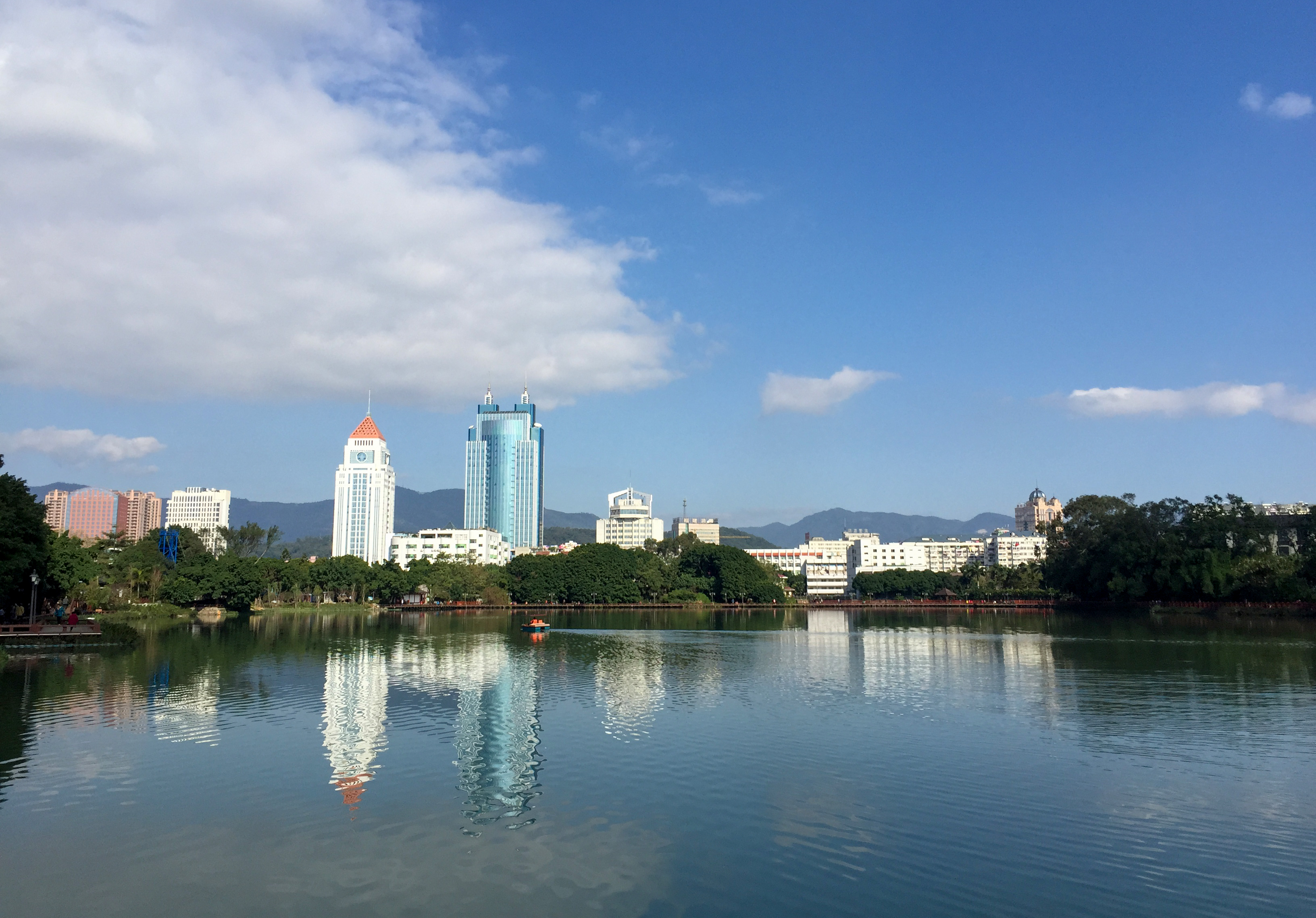
位於現鼓樓區的西湖（現福州西湖公園）

11月30日，福建旅京各界联合会召开紧急大会，议决对外交涉条件：

一、撒退日本兵舰。

二、日本政府向我国道歉。

三、撤换驻闽日领事。

四、赔偿一切损失。

五、惩办祸首身。

六、大日本帝國政府担保以后不得再发生类似事件。

同時，民間制裁措施：

一、抵制日货。

二、抵制日币。

三、不接济日本粮食。

四、在日服役者，令速辞归。

五、断绝私人交际。

六、不接济日本原料。

日本政府不得不派出外务省秘书松冈详佑和驻北京使馆汉文通译西田耕一会同北洋政府所派的外交部参事王鸿年、秘书沈觐宸以等到福州调查, 并于12月30日撤走日舰。王、沈“在闽七十五日，开会三十余次，召集证人至百余人之多”。于1920年2月19日调查结束回京，将调查所得证据及案卷百余件，呈送外交部。北洋政府外交部据此于1920年3月13日照会日驻华公使，指：

　福州日人圍毆学生一案，业经两政府派员前往萨处会同调查竣事。详阅该委员等所具报告书，此案真相巳无遁饰。本国人民对于此案异常愤激，时有表示，然本国政府为顾全邦交起见，仍愿与贵国政府和平商结此案。查本案雄事原因，既据双方调查，其责任实在日本方面。为解除人民误会并免妨两国亲善起见，贵政府于此自不容不表示婉惜之意。应由贵政府以正式公文，向日本政府表明道歉。其因此次冲突，中国人民方面所受身体及财产之损害，应请一律赔偿，所有革事贵国人民暨台籍人，亦请查明，严加惩办。

根据後期调查所得之确凿事实，日本不得不撒回驻闽总领事森田浩，改调林久治郎担任。但是，由于北洋政府推行妥协退让政策，最后于1920年11月11日达成的协议规定：

一、中日双方互备文道歉。

二、日本给予负伤者一千二百元。

三、顺记洋菜馆损失由日领赔偿八百元。

四、凶犯之惩戒俟双方侦查分明时，依法办理。

同日，日本驻华使馆将“闽案”公文致送外交部，谓日政府以其人民加入此事颇为抱歉，并谓对于华人之受伤者，当给以医全。又附一非正式之函件，称去年排日运动及抵制日货，（中国）政府不能遏上，至为不幸。北洋政府外交部随即正式答复，亦附一非正式之公文，声明中国政府对于去年“不能遏止排日风潮，亦深以为憾”。11月12日，全案了结。

## 影响
“福州惨案”发生后，北洋政府指令各省民众“静候解决，毋恃意气徒坏邦交”。随后又密令各地督军取缔学生的爱国运动，加以镇压。福建省李厚基、湖南省张敬尧、湖北省王占元等为主要力量。旅京福建各界联合会上书北洋政府，“历数李厚基纵兵劫掠、勒种烟苗、摧残教育、破坏司法、诬陷学生、甘心媚外、贻误外交、箝制舆论、盗押矿山、搜刮私肥等十大罪状，要求罢斥”。湖南也掀起“驱张运动”，湖北人民则揭露王占元“曲媚日人，摧残民意”。

## 反應
朝阳大学福建同乡会：“彼三岛倭奴，竟敢以我国为俎上肉，而以奴隶朝鲜之手段奴隶我福建教员学生，殴击我福建巡警市民”，“ 复派遣如狼如虎之舰队，侵入吾闽海，掳我学生。”
 李大釗：“日本口头上讲“中日亲善”，实际上是日本人的铁棍、手枪和中国人民的头颅血肉亲善，日本的侵略主义和中国的土地亲善。”